# Єпархія Лунґро
Єпархія Лунґро (лат. Eparchia Lungrensis, італ. Eparchia di Lungro) — одна з двох єпархій Італо-албанської католицької церкви з осідком у місті Лунгро в Калабрії.
Єпархія заснована 13 лютого 1919 року. Підлягає безпосередньо Апостольському Престолу.
З 12 травня 2012 року єпархію Лунґро очолює єпископ Донато Оліверіо.

## Єпископи
- Джованні Меле (10 березня 1919 — 10 лютого 1979)
- Джованні Стаматі (20 лютого 1979 — 7 червня 1987)
- Ерколе Лупіначчі (30 листопада 1987 — 10 серпня 2010)
  - Сальваторе Нуннарі (10 серпня 2010 — 12 травня 2012) (апостольський адміністратор)
- Донато Оліверіо (з 12 травня 2012)